# Krähenhofbrücke
Die Krähenhofbrücke ist eine Anfang des 20. Jahrhunderts errichtete, heute dem Fußverkehr dienende Brücke beim Schlossgarten an der Westerreihe in der niedersächsischen Kreisstadt Cuxhaven.
Die Brücke steht unter Denkmalschutz (siehe auch Liste der Baudenkmale in Cuxhaven).

## Geschichte und Beschreibung
Zum abgebrannten Krähenhof führte eine Holzbrücke. Nach dem Brand des Krähenhofs wurde das 17.100 m² große Gelände von der Stadt gekauft. Nach dem Abbruch der Gebäudereste des Krähenhofs konnte ab 1914 der Schlossgarten von Schloss Ritzebüttel erheblich erweitert werden.
Die auf 10 Meter verbreiterte Balkenbrücke in Betonverbundkonstruktion mit Doppel-T-Profilstahl wurde 1909 anstelle der Holzbrücke am Übergang der Westerreihe zur Altenwalder Chaussee gebaut. Sie führt über die öfters als Landwehrkanal bezeichnete Wettern nordwestlich des Schlossparks. Sie ruht auf Widerlagern aus Beton. Ihre Brüstungen bestehen aus Steinmauerwerk, durch dockenartig profilierte Steinanordnung mit dazwischenliegenden Putzfeldern, in regelmäßigen Abständen durch Backsteinpfeiler unterbrochen. Die Brüstung ist durch dachartig aufgelegte Ziegel abgedeckt. Gepflastert ist die Fahrbahn durch Betonverbundsteine. Aus Sicherheitsgründen wurde die Brücke 2006 für den Fahrverkehr gesperrt.
Das Landesdenkmalamt befand u. a.: „… mit qualitätvoller Gestaltung …“